# سمی (مجارستان)
سِمِی (به مجاری:  Szemely) یک شهرداری در مجارستان است که در ناحیه پچ واقع شده‌است. سمی ۹٫۴۷ کیلومتر مربع مساحت و ۴۴۲ نفر جمعیت دارد.